# Арнольд I (архієпископ Кельна)
Арнольд I (нім. Arnold I. von Köln; бл. 1100 — 3 квітня 1151, Кельн) — церковний діяч Священної Римської імперії, 25-й архієпископ Кельна у 1137—1151 роках.

## Життєпис
Походив з нижньорейнського шляхетського роду Рандератів або Мерксгаймів. Перша письмо згадка про нього відноситься до 1124 року, коли Арнольд став пробстом церкви Св. Андреаса в Кельні. 1137 року супроводжував імператора Лотаря II в його другому поході до Італії, під час якого послідовно померло два Кельнських архієпископа — Бруно II фон Берг і Гуго фон Шпонгайм. Після цього Арнольда було обрано новим очільником Кельнської єпархії. Невдовзі після цього помер сам імператор, тому новообраний архієпископ повернувся до Німеччини.
1138 року підтримав обрання Конрад Гогенштауфена королем Німеччини, що відбулося на рейхстазі в Кобленці. Невдовзі за цим отримав визнання архієпископом з боку Папського престолу. Того ж року на горі Драхенфельс (частина гірського масиву Зібенгебірге) звів замок з цією ж назвою.
1146 року чернець Радульф став закликати до влаштування погромів жидів в Кельні. Щоб захистити останніх Арнольд I звернувся до Бернарда Клервоського, який відкликав Радульфа до себе в Клерво. Водночас з огляду на підготовку німецьких князів до нового хрестового походу архієпископ надав замок Волкенбург як місце сховку жидів від нападів.
1147 року брав участь у соборі в Трірі під головуванням папи римського Євгена III. 1149 року останній відсторонив Арнольда I від його обов'язків через звинувачення в симонії та нехтуванні церковними обов'язками. Втім зрештою той залишився на кафедрі, можливо зумів виправдатися.
Помер 1151 року. Поховано в церкві Св. Андреаса в Кельні. Його наступником став Арнольд фон Від.